# كأس البوسنة والهرسك 2000–01
كأس البوسنة والهرسك 2000–01 هو موسم من كأس البوسنة والهرسك. أقيم خلال الفترة 2 ديسمبر 2000 وحتى 15 يونيو 2001، وأشرف على تنظيمه اتحاد البوسنة والهرسك لكرة القدم، وكان عدد الأندية المشاركة فيه 36، وفاز فيه نادي جيلييزنيتشار ساراييفو.